# Казанка (Черемшанский район)
Казанка — село в Черемшанском районе Татарстана. Входит в состав Черемшанского сельского поселения.

## География
Находится в южной части Татарстана на расстоянии приблизительно 8 км по прямой на запад от районного центра села Черемшан.

## История
Основано в XVIII веке. Упоминалось также как Черемшанский Косогор и Хорватка.

## Население
Постоянных жителей было: в 1886 году — 580, в 1889—712, в 1910—837, в 1920—750, в 1926—661, в 1949—411, в 1958—454, в 1970—494, в 1979—181, в 1989—181, в 2002 − 200 (русские 73 %), 192 в 2010.